# Borovnice (okres Rychnov nad Kněžnou)
Borovnice (německy Kienwald) je obec, která se nachází v okrese Rychnov nad Kněžnou v Královéhradeckém kraji. Žije zde 388 obyvatel.

## Historie
Vesnice Borovnice, Přestavlky a Rájec byly založeny v první polovině 13. století při kolonizaci Podorlicka. První písemná zmínka o Borovnici je z roku 1449.
Během husitských válek neměla Borovnice stálého držitele. Dalšími známými držiteli vsi byli Sudličkové z Borovnice. V roce 1480 vlastnil ves Matěj Sudlička z Borovnice, který byl současně hejtmanem hradu Litice. Po roce 1487 však Borovnice střídala při různých prodejích často své majitele. Při prodeji, který se uskutečnil mezi Kateřinou z Perštejna a Václavem Okrouhlickým z Kněnic, se připomíná i tvrz. Kateřina Okrouhlická z Kněnic posléze Borovnici přinesla jako věno v roce 1587 Janovi staršímu Kapounovi ze Svojkova. Po třiceti letech a pánech z Kounic tvrz a ves získal pozdější generál stavovské jízdy Jan mladší z Bubna a na Závrší.
Borovnice byla dále ve vlastnictví Rudolfa Zejdlice ze Šenfeldu, Albrechta z Valdštejna, Vincenta Muschingera z Gumpendorfu, Marty ze Seretheimu a Matěje Adama z Bloenštejna. Jak tvrz vypadala a kdo ji postavil, není známo. Ví se jen, že se na východní straně přimykala k hospodářskému dvoru a tvořila s ním zřejmě jeden obranný systém. Tvrz a dvůr byly na severní a západní straně obehnány vodním příkopem, na jihu chráněny potokem. Na východě dosahoval až ke dvoru tzv. Větší rybník, existující dodnes, který zároveň napájel vodní příkop. Stará nepohodlná tvrz, která byla správním střediskem panství o 10 vesnicích, byla v polovině 17. století opuštěna a zanikla.
Jan Petr Hoberk z Hennersdorfu přesídlil do nového zámku, vybudovaného naproti staré tvrzi, která stála na místě dnešního domu č. 10. Od roku 1688 patřila Borovnice hraběnce Terezii Eleonoře ze Žďáru, vdově po španělském generálovi, Petru ml. hraběti z Ugarte, která nechala o čtyři roky později stavět poutní kostel Panny Marie Bolestné na blízkém vrchu Homoli se dvěma bočními kaplemi a s výjimečně dlouhým přístupovým schodištěm. To je považováno za nejdelší v České republice. A je jakousi středoevropskou obdobou dlouhých poutních schodišť z tehdejšího barokního Španělska či Portugalska. Areál na Homoli hraběnka dokončila již roku 1696. Po její smrti v lednu 1705 patřila obec se zámkem její jediné dceři Marii Maxmiliáně komtese z Ugarte, provdané hraběnce Zárubové z Hustířan († 1711). Poté připadla Borovnice jejímu synovi hraběti Josefu Antonínu Zárubovi z Hustířan, který postavil sochu sv. Jana Nepomuckého. Po jeho smrti v roce 1744 vlastnila panství Josefova dcera hraběnka z Rogendorfu. Roku 1756 byla Borovnice prodána knížeti Františku Oldřichu Kinskému z Vchynic a Tetova, který ji připojil k nedalekému panství rodu Kinských v Chocni a od roku 1830 byla majetkem poboční větve rodu Kinských z Kostelce nad Orlicí. Zámecká budova sloužila jako sídlo majitelů až do roku 1705. Od té doby byla převážně využívána jako obydlí správce dvora a jeho zaměstnanců, později byl zámek využíván jako administrativní budova JZD. Roku 1972 byl, namísto nutné opravy, beze zbytku zbořen. Jeho místo dnes zaujímá zahrada patřící k domu čp. 39. K zámku patřil dvůr, jehož některé části zůstaly zachovány.

## Obecní správa

### Části obce
- Borovnice
- Homole
- Přestavlky
- Rájec

## Pamětihodnosti
- Socha sv. Jana Nepomuckého z roku 1714 s pětiúhelníkovou kamennou balustrádou
- Socha sv. Antonína na rozcestí z roku 1744
- Kaplička u autobusové zastávky

V dalších částech obce:
- Zámeček v Přestavlkách
- Socha sv. Jana Nepomuckého s anděly z roku 1742 v Přestavlkách
- Barokní vrata na špýcharu v Přestavlkách (kulturní památka)
- Kaplička v Rájci (do roku 1747 zde stál pouze kříž, který byl zastřešen nejprve dřevěnou, později kamennou stavbou)
- Smírčí kříž z doby pobělohorské v Rájci

## Osobnosti
- Gabriel Blažek (1842–1910), matematik, politik a bankéř
- František Marek (1899–1971), architekt